# Анапластичний рак щитоподібної залози
Анапластичний рак щитоподібної залози (АРЩ) — це недифереційована злоякісна пухлина щитоподібної залози з надзвичайно високою біологічною агресивністю, що проявляється швидким локальним ростом ракової маси та локорегіонарим поширенням. Пацієнти з АРЩ мають низький рівень виживання, здебільшого до 1 року.

## Загальна характеристика
АРЩ має високу проліферативну активність та лімфоваскулярне метастазування. Швидко прогресує, внаслідок чого пацієнти на момент госпіталізації мають метастази не тільки в регіональних лімфатичних вузлах, але проростання в навколишні тканини (наприклад, в трахею). АРЩ є надзвичайно агресивним, здебільшого смерть настає менш ніж через 1 рік в результаті агресивного росту і компресії пухлиною життєво важливих структур в області шиї.

## Лікування
На відміну від інших диференційованих форм раку щитоподібної залози, АРЩ підлягає, здебільшого, лише паліативному лікуванню. Хворі неоперабельні, а оперативні втручання направлені, переважно, на зменшення проявів локальних симптомів.
Паліативне лікування передбачає променеву терапію у поєднанні з хіміотерапією. Проте ці засоби є малоефективними, що призводить до незначного подовження життя пацієнтів. Проте клінічні випробування тривають, зокрма препарату фосбретабулін, що вибірково руйнує кровоносні судини пухлини.

## Прогноз
Прогноз для пацієнтів з АРЩ надзвичайно несприятливий, про що свідчать дані доказової медицини. Загальний рівень 5-річного виживання становить менше 10 % зокрема за даними Американської Спілки Раку (American Cancer Society). Більшість пацієнтів помирає протягом 1 року, переважно 4-5 місяців з моменту встановлення діагнозу, внаслідок прогресування росту пухлини та ураження життєво-необхідних структур шиї.